# رهاب (آلبوم)
رهاب نام یک آلبوم موسیقی با آهنگسازی مسعود شعاری است. گروه موسیقی رهاب در این اثر شعاری را همراهی کرده‌اند.

## نوازندگان
- مسعود شعاری
- سینا شعاری
- گریلی پلهایمر
- گئورگ گراتزر

## فهرست قطعات
| شماره | نام       | مدت   |
| ----- | --------- | ----- |
| ۱.    | «خاطره»   | ۱۱:۱۸ |
| ۲.    | «مهتاب»   | ۰۵:۰۱ |
| ۳.    | «گفتگو»   | ۰۹:۴۸ |
| ۴.    | «آشنایی»  | ۰۵:۱۷ |
| ۵.    | «خورشید»  | ۰۹:۳۸ |
| ۶.    | «Way Raw» | ۰۸:۴۹ |